# Distretto di Sao Hai
Il distretto di Sao Hai (in thailandese: เสาไห้) è un distretto (amphoe) della Thailandia, situato nella provincia di Saraburi.